# Anuak (peuple)
Pour les articles homonymes, voir Anuak.
Les Anuak sont une population d'Afrique de l'Est, vivant principalement dans l'est du Soudan du Sud et l'ouest de l'Éthiopie, dans la région de Gambela.

## Ethnonymie
Selon les sources et le contexte, on observe différentes formes : Anawaq, Annuak, Annuk, Anouak, Anuaks, Anwak, Anyuak, Anyua, Anywae,  Anywak, Anywaq, Dho Anywaa, Jambo, Jo Anywaa, Nuro, Yambo.

## Population
En Éthiopie, lors du recensement de 2007 portant sur une population totale de 73 750 932 personnes, 89 051 se sont déclarées « Anyiwak ».

## Langue
Leur langue est l'anuak (ou anyua), une langue nilotique occidentale, dont le nombre total de locuteurs était estimé à 97 000 au début des années 1990. On en comptait environ 52 000 au Soudan en 1991 et 45 600 en Éthiopie lors du recensement de 1994.